# Tenchi Meisatsu
Thiên địa minh sát (天地明察, ja: Tenchi meisatsu) (tạm dịch: nhìn rõ trời đất) là tên cuốn tiểu thuyết thời đại (Jidai-shōsetsu) của nhà văn Nhật Bản Ubukata Tō được đăng tải liên tục trên tạp chí "Yasei Jidai" (nhà xuất bản Kadokawa shoten) từ số tháng 1 đến số tháng 7 năm 2009. Cuốn tiểu thuyết này nhận được giải thưởng dành văn học cho người mới trong cơ cấu giải thưởng Yoshikawa Eiji lần thứ 31, giải thưởng Hon-ya lần thứ 7 và giải thưởng văn học Naoki lần thứ 143. Năm 2013, nội dung cuốn tiểu thuyết được dựng thành phim điện ảnh với cùng tên.

## Khái yếu
Thiên địa minh sát mô tả dựa trên thực sử về cuộc đời của thiên văn học sĩ Shibukawa Shunkai (Shibukawa Harumi) sống đầu thời Edo, từ khi còn là một tay đánh cờ vây trong thành Edo cho đến khi được chính quyền Mạc phủ tinh tưởng, giao nhiệm vụ cải lịch từ Tuyên Minh lịch sang Thụ Thời lịch, rồi sau đó là Đại Hòa lịch.
Nội dung của tác phẩm này còn được họa sĩ Maki Ebishi đưa vào bộ Manga cùng tên của mình, đăng tải trên tạp chí truyện tranh Afternoon KC (Kōdansha) từ đầu tháng 4 -2013 cho đến hiện nay.

## Phiên bản điện ảnh
Thiên địa minh sát được bàn tay của đạo diễn Takita Yōjirō dựng thành phim với sự tham gia diễn xuất của Okada Jun-ichi, nam tài tử và là một thành viên của nhóm nhạc V6. Bản thân Okada Jun-ichi có lần từng trò chuyện với tác giả Ubukata Tō trên sóng Radio và cũng đã đọc nguyên tác.
Nội dung bộ phim bám khá sát so với nguyên tác và thực sử, ngoại trừ chi tiết Yamazaki Ansai, thầy dạy thiên văn của nhân vật chính Yasui Santetsu (Shibukawa Shunkai lúc trẻ) trở thành nguồn an ủi, động viên Santetsu khi cải lịch và bị phe đối lập bắn chết.
Bộ phim này nhận được giải mỹ thuật trong cơ cấu giải thưởng phim Mainichi.

### Staff
- Đạo diễn: Takita Yōjirō
- Kịch bản: Takita Yōjirō, Katō Masato
- Âm nhạc: Hisaishi Jō
- Quay phim: Hamada Takeshi
- Thu âm: Onodera Osamu
- Biên tập: Ueno Sōichi
- Mỹ thuật: Heya Kyōko

### Cast
- Okada Jun-ichi vai Yasui Santetsu
- Miyazawa Aoi vai En
- Ichikawa En-no-suke vai Seki Takakazu
- Nakai Kiichi vai Mito Mitsukuni
- Matsumoto Kōshirō vai Hoshina Masayuki
- Shirai Akira vai Yamazaki Ansai
- Sasano Takashi vai Takebe Dennai
- Sometani Shōta vai Tướng quân Tokugawa Ietsuna
- Yokoyama Yū vai Hon-in-bō Dōsaku
- Bitō Isao vai Hon-in-bō Dōetsu
- Kitarō vai Yasui Sanchi
- Thuyết minh: Sanada Hiroyuki

## Cước chú
1. ↑  "Bản sao đã lưu trữ". Bản gốc lưu trữ ngày 15 tháng 2 năm 2013. Truy cập ngày 15 tháng 12 năm 2013.
2. ↑  , phỏng vấn tác giả Ubukata